# Група на Куфарджиев
Групата на Куфарджиев е група дейци на БКП начело с Никола Куфарджиев, която критикува политиката на Тодор Живков.

## История
На 1 юни 1960 г. 7 души изпращат писмо до ЦК на БКП, в което критикуват политиката на Тодор Живков и неговото обкръжение. Групата се състои от следните лица:
- Никола Куфарджиев – антифашист, политзатворник, концлагерист, партизанин; 1960 г. – секретар на ЦС на профсъюзите;
- Веселин Дашин – антифашист, концлагерист; 1960 г. – журналист, общественик;
- Георги Милев – антифашист, концлагерист; 1960 г. – журналист, общественик;
- Бенжамен Варон – антифашист, политзатворник; 1960 г. – доцент, к. ик. н., ръководител на Катедрата по политикономия във ВФСИ в Свищов;
- Христо Проданов – антифашист, партизанин; 1960 г. – стопански деятел, общественик;
- Илия Гатев – антифашист, партизанин, о.з. полковник;
- Иван Дионисиев – антифашист, политзатворник; 1960 г. – стопански деятел, общественик.

## Текст на писмото
Текстът на писмото е взет от книгата „Противопоставянето. Заговорите срещу Тодор Живков 1956 – 1989“ на Димитър Иванов:
| „ | До членовете на ЦК на БКП Към Вас се обръщат група членове на БКП – демократи, разтревожени от насоките на развитието на социализма в нашата страна. С борбата за социализъм хората отдавна свързват своите надежди и мечти за освобождаването на труда и на човечеството от икономическото и политическото потисничество и несигурност, за достоен и справедлив човешки живот. Така ли е сега у нас? Деформирани са отношенията на собственост! В промишлеността национализацията създаде собственост върху средствата на производство, която вместо на трудещите се, принадлежи на държавата и с нея се разпорежда по същество висшата бюрокрация. Трудовите колективи са лишени от реално участие в решаването на производствените, инвестиционните и разпределителните въпроси на предприятията. Работниците се оказаха експроприирани и измамени. На село кооперативните стопанства бързо се превръщат в своеобразни държавни организации с всички недостатъци на държавните индустриални предприятия. Селяните се подлагат също на експроприация. Израждат се занаятчийските и потребителските кооперации, които са самодейни организации, а също се превръщат в държавни и подчинени на държавата. В такава обстановка висшата държавна и партийна бюрокрация неизбежно стават фактически единствен и пълновластен разпоредител с всички средства за производство, в техен реален собственик. Тоталната държавна експроприация изисква и тотално, централизирано ръководство и планиране с присъщата си дебалансираност. Тази оценка не се променя от принудителните опити в последно време за прехвърляне на част от управленските функции на народното стопанство върху местните органи. При такъв модел на бюрократичен държавен социализъм мотивите за ефективен труд силно спадат. Остава голата и безсилна административна принуда. Очакваните предимства на социализма в развитието на производителните сили, на благоденствието на народа не могат да се проявят и реализират. Изправено пред невъзможността да се използват специфични социалистически фактори за напредък, партийното ръководство започна да залага на авантюризма, на уж възможното скокообразно излизане от задънената улица. Тодор Живков декретира с нищо необосновани свръх високи задачи за бързо неколкократно увеличаване на промишленото и земеделското производство, обещавайки още утре благосъстояние. Неправилно се форсира кооперирането на планинските и полупланинските райони, което вместо до подобрение ще доведе до понататъшно влошаване на положението в селското стопанство. Двегодишният опит вече потвърди фалита и на скока, и на ускореното коопериране в балканските райони. Но Тодор Живков не се отказва от поетия път, което говори, че повежда ЦК на БКП по опасни и безотговорни авантюри при уреждане съдбините на нацията и социализма. Деформации настъпват и в политическата област Под предлог за опазване на гражданския мир в България, недопускане на унгарски или полски събития у нас Тодор Живков продължава атаката си срещу прокламираната през април 1950 г. демокрация в партията и обществото, преследва и отстранява всички свои възможни съперници с различни от неговите идеи и възгледи за развитието. Отдавна напълно са блокирани тенденциите, родени на XX конгрес на КПСС, на практика е изоставена борбата срещу култа към личността и свързаните с него система и извращения на законността. В партията и страната се издига призракът на реставрацията, на неконтролирания диктат на шепа хора, на личната власт, призракът на беззаконията и укриваните престъпления. Но трябва да запомним, че днес вече никакви външни фактори не могат нито да обяснят, нито да оправдаят новите деформации, новите беззакония, новите престъпления. В страната и в партията назряват условия за необратими деформации и трайни икономически затруднения. Натрупаха се достатъчно доказателства, че социализмът се изражда в своята карикатура. Нашето поколение може да стане виновникът за погубване на надеждите на нашия народ и на милиони хора по целия свят за социализма като хуманна и демократична алтернатива на капитализма. Страх е сковал страната и партията. Стават доминиращи двуличието и двойственият живот на хората. Деградира и се дехуманизира моралът в нашите отношения. Нищо в историята не е фатално предопределено, в това число, нито победата на социализма, нито неговата гибел. Какво ще правим ние: ще станем ли гробокопачи на най-великия идеал на човечеството, или ще вземем в ръцете си грижата за неговото прочистване и възраждане. Вие, ние, всички трябва да изберем! Ние се надяваме и вярваме, че в Централния комитет има достатъчно смели и честни хора, които ще разберат нашата тревога и ще се обединят, за да тръгнем по спасителния път на обновлението, докато все още не е погубено всичко. Обсъдете критично дейността на такива дейци като Тодор Живков, В. Червенков, М. Григоров, Б. Велчев, Г. Цанков и други виновници за създалото се тежко положение в страната и партията. Във Вашите усилия Вие ще имате подкрепата на всички добри хора у нас. Те са огромното мнозинство на комунистите и народа. Вашето бездействие днес ще се превърне утре в историческо предателство към всичко скъпо, което имате, което имаме, в което всички ние вярваме. София, 1 юни 1960 г. | “ |

Реакцията към тях не закъснява. С решение № 1 от 5 януари 1961 г. от заседание на Политбюро (ПБ) на ЦК на БКП е указано на „Държавна сигурност“ да арестува Никола Куфарджиев. Той и групата му са обявени за „ревизионисти-фракционери“ и обвинени във връзка с югославските тайни служби.
Семействата им са лишени от жителство в София, уволнени са от работа и изселени в различни отдалечени райони в страната: Куфарджиев и семейството му са изселени в добричкото село Зърнево, Бенжамен Варон и семейството му са изселени в добричкото село Рогозина, Веселин Дашин е изпратен в русенското село Мечка, Георги Милев – във врачанското село Селановци, като заедно с тях са изселени и Добри Терпешев и Йонко Панов.